# 脳膿瘍
脳膿瘍（のうのうよう、英: cerebral abscess）は、脳の病気のひとつ。脳の中に細菌感染が起こり、脳組織内の炎症と溜まった膿によって脳が圧迫、占拠された状態をいう。
通常無菌状態の脳の内部にバクテリアなどが侵入して感染を起こすと、脳の組織の一部が壊死するとともに、この感染に反応して炎症が起こる。この炎症によって腫脹が起こり、腫瘍は脳に圧力を加えることとなる。
また、体液や破壊された組織細胞、白血球、バクテリアやその死骸などが集まって膿となり、その周囲に形成される膜によって閉じ込められ膿瘍となる。
これらの腫瘍や膿瘍によって頭蓋内の圧力が上昇し、脳に対してさらに損傷と機能不全を引き起こす。
治療にはドレナージによる膿の排出、あるいは手術によって開頭し、腫瘍、膿瘍の除去を行うことが必要であることが多い。

## 診断
造影CT
膿瘍周辺がリング状に濃染される。
拡散強調画像
膿瘍全体が著明な高信号（拡散低下）として描出される。